# Allium leucocephalum
Allium leucocephalum är en amaryllisväxtart som beskrevs av Porphir Kiril Nicolai Stepanowitsch Turczaninow och Carl Friedrich von Ledebour. Allium leucocephalum ingår i släktet lökar, och familjen amaryllisväxter. Inga underarter finns listade i Catalogue of Life.